# 罗恩·麦基翁
罗恩·麦基翁（英語：Ron McKeon，1961年2月6日—），澳大利亚男子游泳运动员，主攻自由泳。他曾代表澳大利亚参加1978年和1982年英联邦运动会游泳比赛，获得四枚金牌、一枚银牌和一枚铜牌。